# Església de Tots els Sants de Vílnius
Església de Tots els Sants de Vílnius (lituà:  Visų Šventųjų bažnyčia, adreça: Rūdninkų gatvė 20/1) és una església d'estil barroc a Vílnius, Lituània. L'església de Tots Sants va ser construïda entre 1620 i 1630 i va ser adoptada per a les necessitats dels carmelites. A la segona meitat del segle xvii, l'església es va relacionar amb un monestir i va formar un conjunt únic.

## Història
Un gran monestir antic carmelita contigua a l'església; es construeix adaptant edificis existents. El 1631–32 es va acabar l'edifici principal de dues plantes que seguia el carrer; també hi ha diversos edificis d'època posterior i una casa de noviciat de planta remolcada amb un petit pati a la muralla de la ciutat. Als segles XVI-XVIII van participar activament en la vida pública, van celebrar festes religioses i processons. El 1819 els carmelites van establir una escola parroquial al monestir.
L'església de tots els sants es troba al final d'un carrer on hi havia la porta principal del gueto jueu. Durant la Segona Guerra Mundial, hi havia un túnel a través de les clavegueres que connectava l'església amb el gueto. El sacerdot de l'església proporcionaria pa per portar al gueto a través del túnel. També va amagar alguns jueus que van sortir clandestinament del gueto pel túnel. També hi va haver cristians lituans que van ajudar a introduir  Litvaks menjar al gueto. A l'època soviètica, l'església va albergar un museu d'art popular després de la reconstrucció entre 1967 i 1975.

## Arquitectura

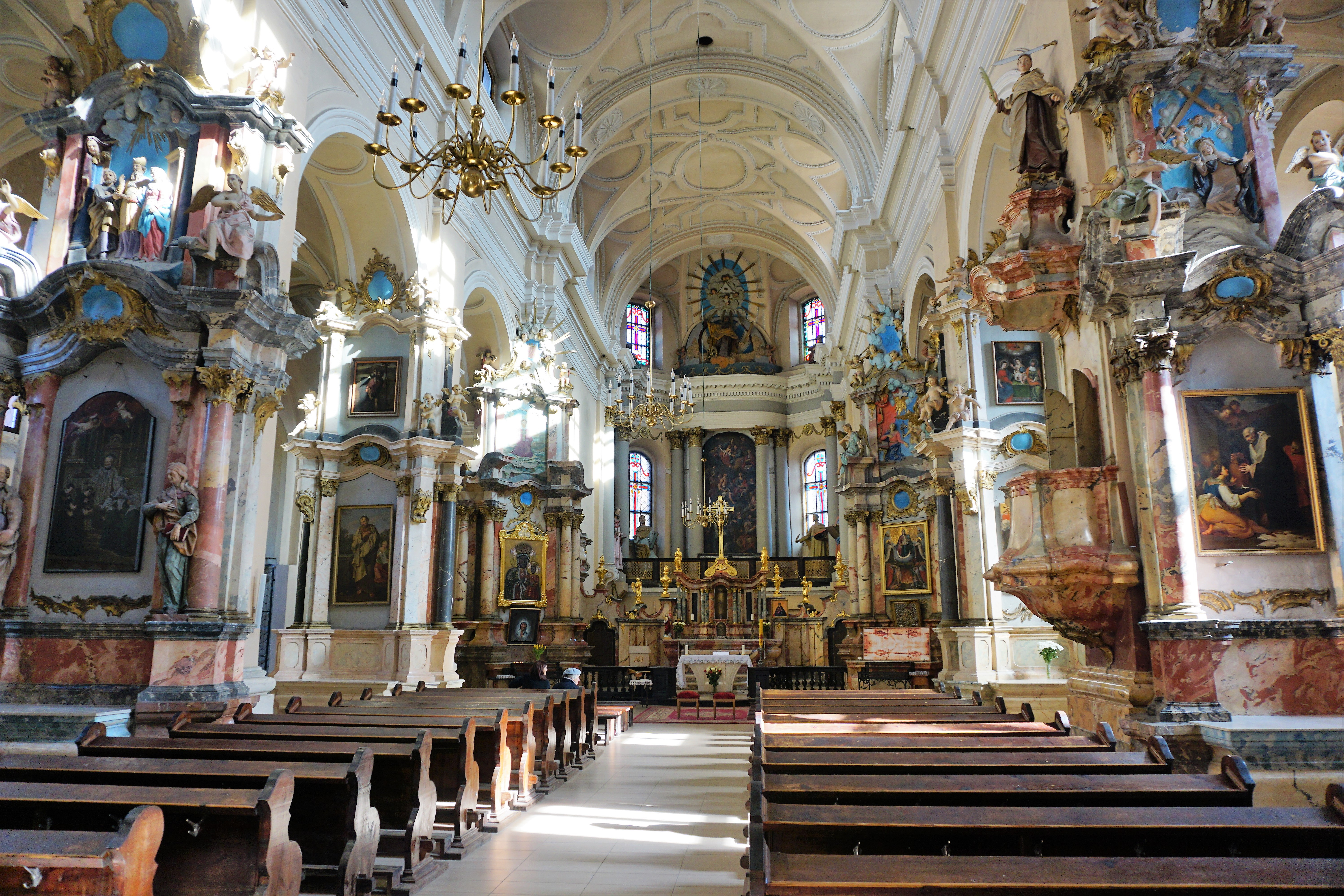
Interior de l'església

El campanar és alt i massís amb decoracions elaborades. Després d'un incendi al segle xviii, es va restaurar i es va acabar amb una coberta d'estil rococó. Marcin Knackfus va preparar el projecte per a l'altar de l'església. Damunt l'altar major s'aixeca un altre altar que recorda un tron reial amb un dosser. Es va erigir un campanar d'espadanya i les escultures de l'interior es van crear al segle xviii. El 1859 es va enriquir la decoració interior policromada. A l'est de l'església es troba una plaça, en la qual el Convent dels Carmelites Descalços es trobava al costat d'una església barroca de Sant Josep establert el 1638 pel vicerector del Gran Ducat de Lituània Stephen Pac. El seu exterior recordava a l 'Església de Santa Teresa, Vílnius. El 1877 l'església de Sant Josep, el promès, fou enderrocada per ordre del tsar, per ser substituïda per un mercat (actualment és una plaça).